# Chris Hani
Chris Hani (Martin Thembisile Hani) (født 28. juni 1942, død 10. april 1993) var leder af Det sydafrikanske kommunistparti og stabchef for ANC's væbnede fløj og var en stærk modstander af apartheidregeringen. Han blev myrdet ved et attentat den 10. april 1993. 
For at hædre Chris Hani blev Baragwanath Hospital i 1997 omdøbt til Chris Hani Baragwanath Hospital.